# MP Lafer

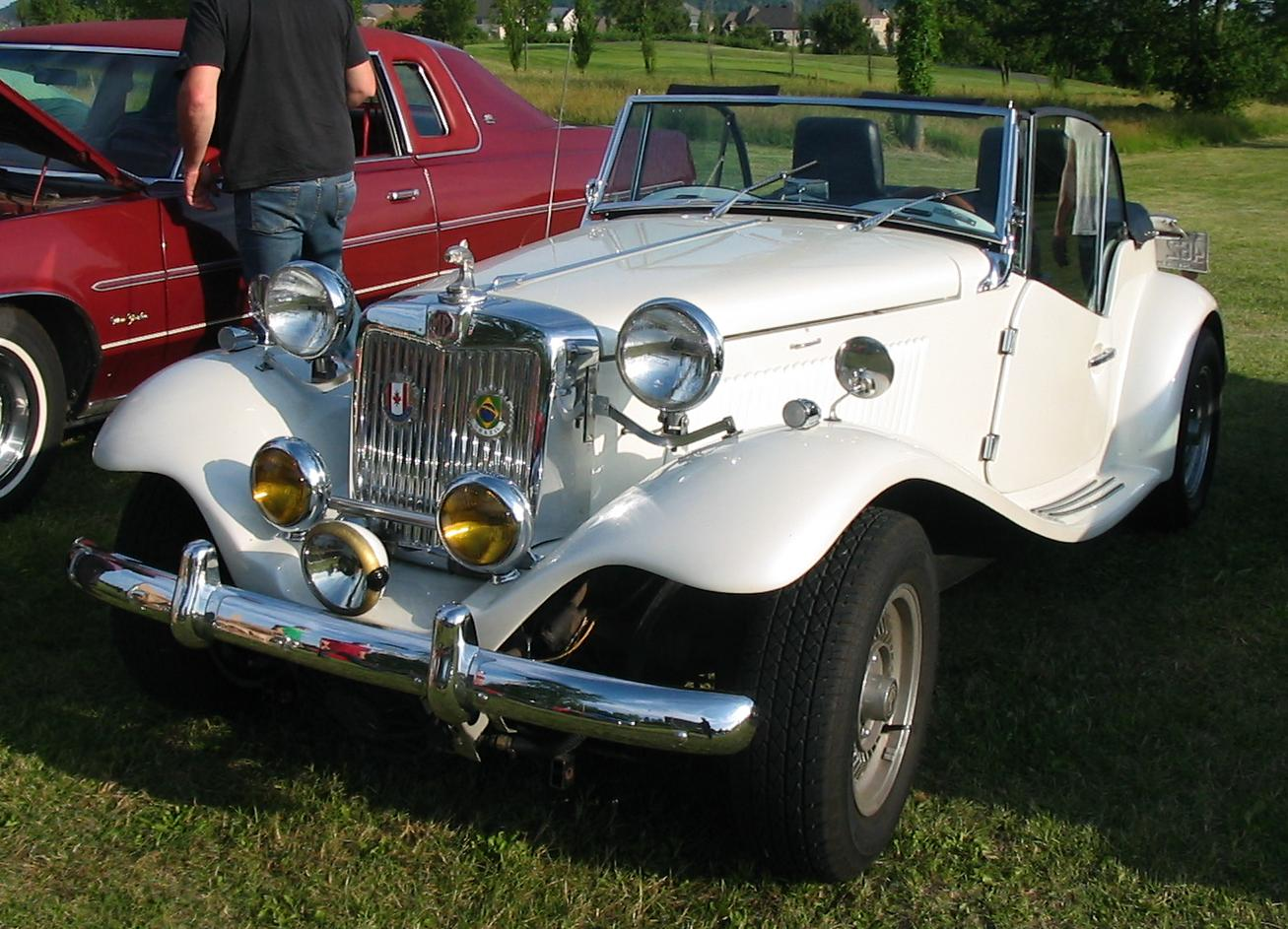
MP Lafer

Der MP Lafer ist ein brasilianisches Kultauto. In Brasilien wird er als Ikone (Legende) bezeichnet und erfreut sich nicht nur dort großer Beliebtheit.

## Modellgeschichte
Der MP Lafer wurde von Percival Lafer in seinem Unternehmen Lafer Indústria e Comércio von 1974 bis 1990 in São Paulo in Serie gebaut. Percival Lafer ist Designer und Möbelfabrikant. Der Wagen entstand in Lafers Möbelfabrik. Vorbild für die Karosserie ist der Aufbau des englischen MG TD (Baujahr um 1952). Ziel war es, ein robustes und zuverlässiges Alltagsauto im Stil eines Oldtimers zu schaffen. Als technische Basis diente ein VW-Käfer-Chassis samt Fahrwerk und Antrieb. Die Karosserie ist aus glasfaserverstärktem Kunststoff. 
Insgesamt entstanden etwa 4300 Exemplare des Fahrzeugs, ungefähr 1000 davon gingen in den Export. Es wurden bis 1983 etwa 150 Fahrzeuge in Deutschland ausgeliefert. Der Preis 1983 betrug ca. 35.000 DM.